# Мамут (станція)
Маму́т (крим. Mamut) — проміжна позакласна залізнична станція Кримської дирекції Придніпровської залізниці на електрифікованій лінії Федорівка — Джанкой між зупинними пунктами 1361 км та 1367 км. Розташована в селі Вітвисте та біля колишнього села Глинне Джанкойського району Автономної Республіки Крим, яке до депортації кримських татар мало назву Мамут.
На вокзалі станції є зал чекання, каси продажу квитків приміського сполучення.

## Історія
Станція відкрита у 1897 році під час будівництва Лозово-Севастопольської залізниці в складі лінії Мелітополь — Джанкой. 1910 року станція перейменована на сучасну назву, до цього часу станція мала назву — Дюрмень.
Згідно «Памятной книжке Таврической губернии на 1900 год» (рос.), на платформі Дюрмень здійснювали однохвилинну зупинку Севастопольський поштовий поїзд № 3 та товарно-пасажирський № 7, до складу якого входили вагони 1-3-х класів. Час перейменування в Мамут досі точно не встановлено: на кілометровій карті Генерального штабу Червоної армії 1941 року, в якій за основу, були взяті топографічні карти Криму масштабу 1:84000 1920 року і 1:21000 1912 року, станція підписана, як Дюрмень, а, відповідно зі списком населених пунктів Кримської АРСР по Всесоюзного перепису 17 грудня 1926 року, на роз'їзді Мамут (821-й км) Таганашської сільської ради Джанкойського району, значилося 4 двори, неселянське населення становило 13 осіб, й на двокілометрівці РККА 1942 року зупинний пункт теж Мамут.
Остання назва дана по селу Глинне, що раніше існувало та мало до депортації кримських татар назву Мамут.
Станція електрифікована 1970 року постійним струмом (=3 кВ) в складі дільниці Мелітополь — Сімферополь.
До окупації Криму Російською Федерацією на станції зупинялися приміські електропоїзди сполученням Сімферополь — Новоолексіївка / Мелітополь.
З 2015 року контролюється російським підприємством ДУП «Кримська залізниця».

## Пасажирське сполучення
З 2 квітня 2014 року на станції зупиняються приміські електропоїзди сполученням Сімферополь — Солоне Озеро.

## Галерея

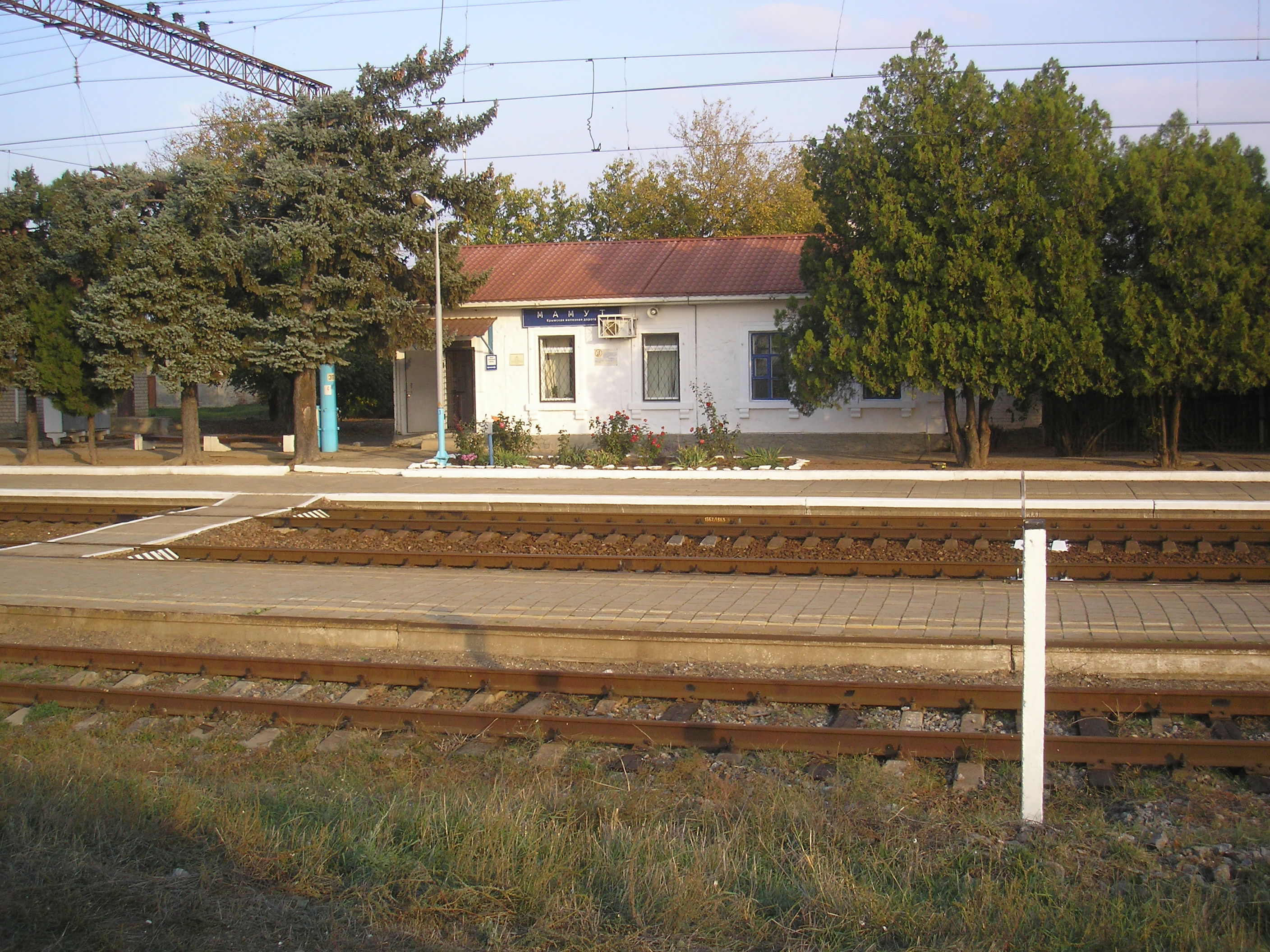
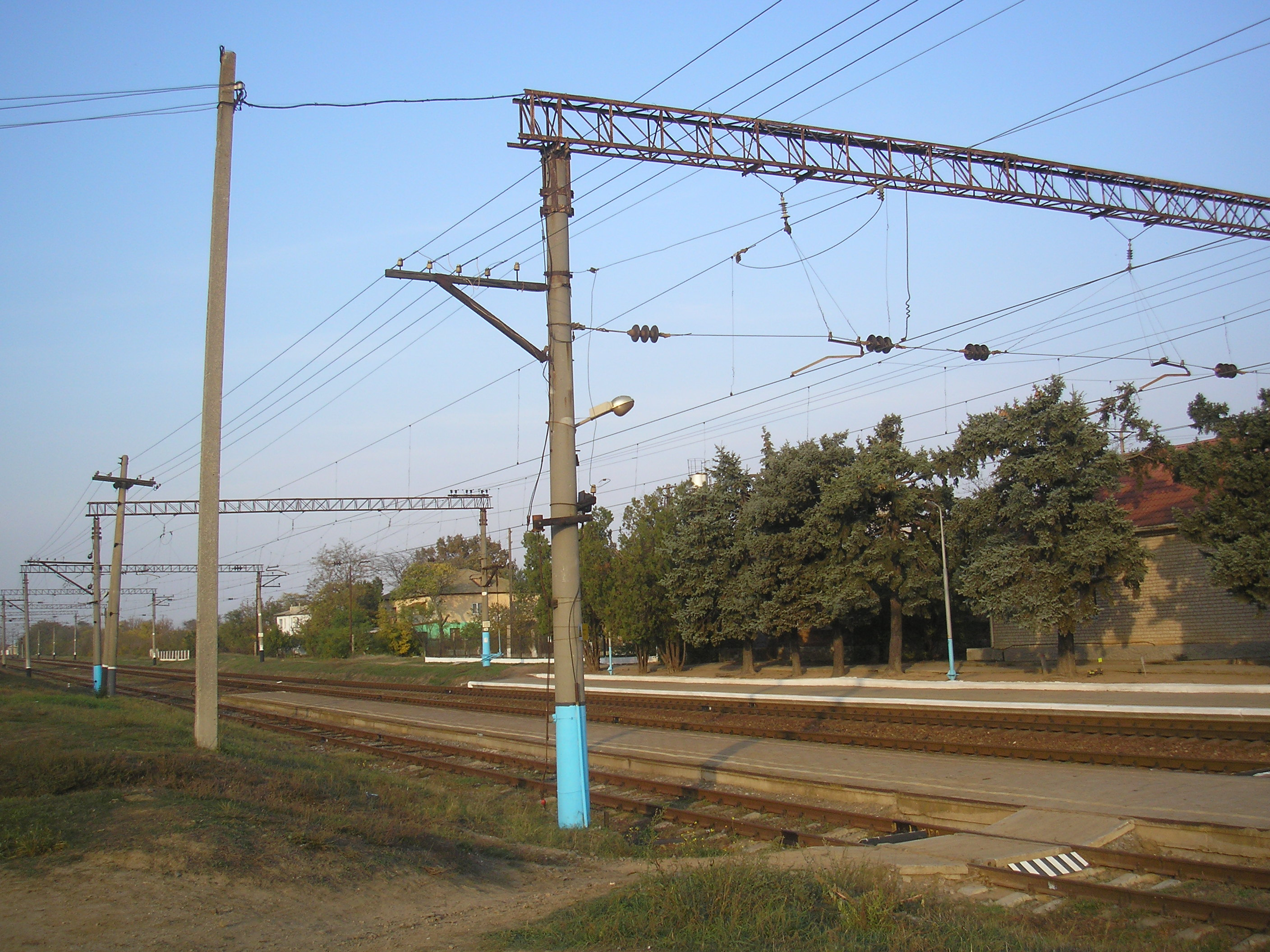
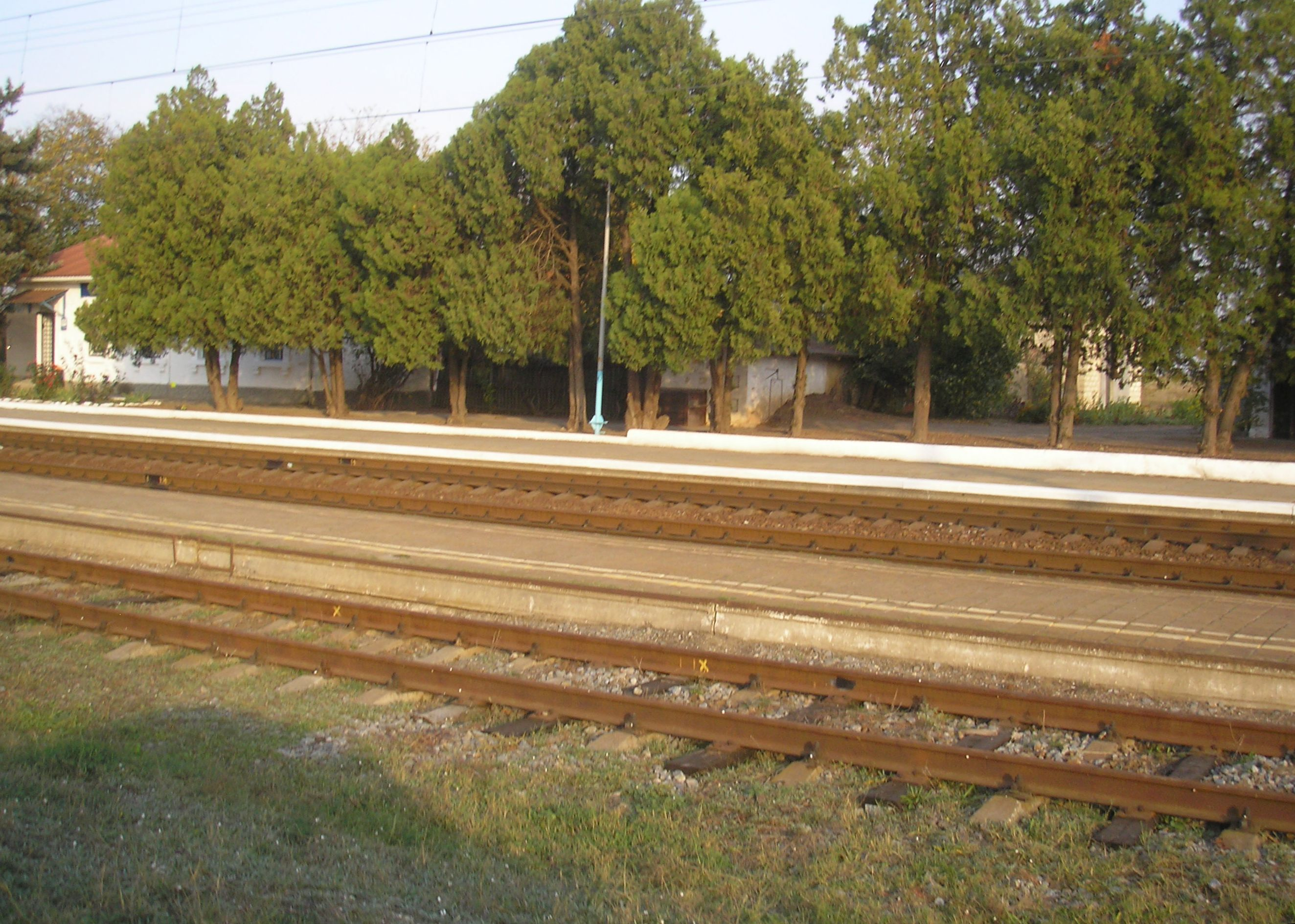